# 第二次棗陽戰鬥
棗陽戰鬥發生於1940年5月3日至1940年5月20日，地點則是在中國湖北一帶。交戰守方為中華民國國民革命軍，另一方則為日軍，屬於棗宜會戰第一階段戰鬥。兩方激戰爭奪戰略要鎮棗陽，5月8日遭日方奪取，雖10日復奪，17日再度失守，攻防戰中，173師師長鍾毅戰死。